# Jasper County, Georgia
För andra Jasper County, se Jasper County.
Jasper County är ett county i delstaten Georgia, USA. År 2010 hade det en folkmängd på 13 900. Den administrativa huvudorten (county seat) är Monticello.

## Geografi
Enligt United States Census Bureau har countyt en total area på 968 km². 959 km² av den arean är land och 8 km² är vatten.

### Angränsande countyn
- Morgan County, Georgia - nordost
- Putnam County, Georgia - öst
- Jones County, Georgia - syd
- Monroe County, Georgia - sydväst
- Butts County, Georgia - väst
- Newton County, Georgia - nordväst